# Armée insurrectionnelle ukrainienne
Confusion possible avec Armée révolutionnaire insurrectionnelle ukrainienne qui s'appelle Armée insurrectionnelle d'Ukraine dans des documents historiques, mais qui est antérieure.

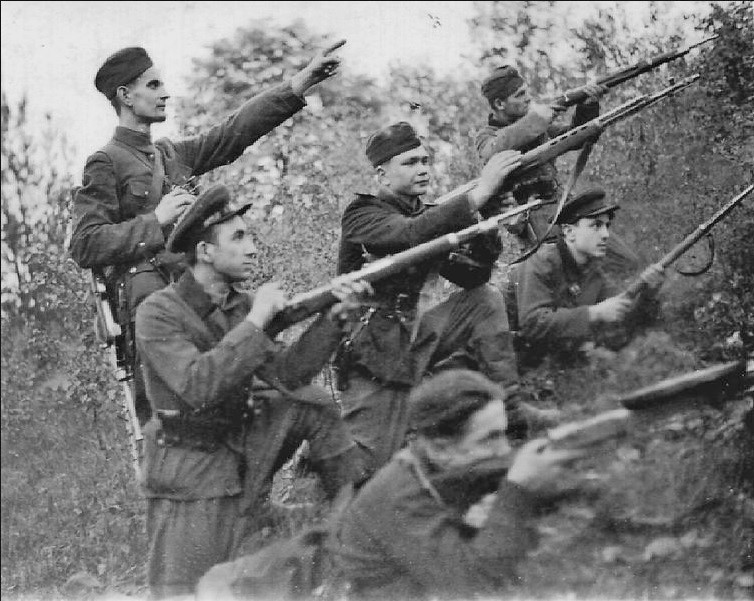
Unité d'insurgés inconnue. Région de Rivne, vers 1947.

L’Armée insurrectionnelle ukrainienne ou UPA (ukrainien : Українська повстанська армія, Ukraïns'ka povstans'ka armiya) est une armée de guérilla ukrainienne formée en octobre 1942, en Volhynie. Ses dirigeants ont été Dmytro Klyatchkivsky et Roman Choukhevytch. Il s'agit de la branche militaire de la branche de l'Organisation des nationalistes ukrainiens (OUN-B), dirigée par Stepan Bandera. Son principal objectif est de mettre en place un État ukrainien indépendant.
Combattant à la fois l'armée allemande et les forces soviétiques, l'organisation commet des massacres de masse contre les populations polonaises en Volhynie, qui font entre 70 000 à 100 000 victimes. L'UPA assassine également plusieurs centaines ou plusieurs milliers de Juifs en Volhynie et en Galicie orientale. 

## Historique
En février 1940, au cours d'un congrès de l'OUN à Cracovie, l’OUN se scinde en deux : Bandera prend la tête de la partie la plus radicale, l'OUN-B ; Melnyk supervise l’autre branche, l’OUN-M. Le 17 avril 1940, au château du Wawel (situé à Cracovie), les nationalistes de l'OUN-B jurent loyauté au Troisième Reich, représenté par le gouverneur général de Pologne, Hans Frank. Bandera espère l'appui de l'Allemagne nazie contre l'URSS pour permettre la création d'une Ukraine libre et indépendante en échange de son aide dans la guerre germano-soviétique qui se prépare.
À suite du déclenchement de l'opération Barbarossa, l'OUN-B proclame l'indépendance de l'Ukraine le 30 juin 1941, à Lviv. Cependant le régime nazi refuse de reconnaître la création d’un État ukrainien indépendant et de nombreux dirigeants de l'OUN-B sont arrêtés, puis déportés ou exécutés. Bandera est lui-même incarcéré dans le quartier privilégié du camp de concentration de Sachsenhausen, de juillet 1941 à septembre 1944. Cette répression entraîne un revirement de l'OUN-B, qui va progressivement entrer en résistance contre les Allemands. En 1942, elle fonde l'Armée insurrectionnelle ukrainienne, qui affronte à la fois les Allemands et les Soviétiques.
Deux autres UPA ont également existé en Volhynie. La première a été formée au printemps 1942, elle fut d'abord connue sous le nom de Sitch de Polésie et n'avait pas de lien direct avec l'OUN. Cette UPA, dirigée par Taras Borovets, avait des liens avec l'UNR en exil. Elle a par la suite été rebaptisée Armée révolutionnaire du peuple ukrainien en 1943, avant d'être plus tard absorbée par l'UPA de l'OUN. La seconde fut l'UPA d'Andriy Melnyk, créée au printemps 1943 ; comme la précédente, elle fut absorbée par l'UPA de Stepan Bandera en juillet-août 1943.

## Massacres contre les Polonais et les Juifs

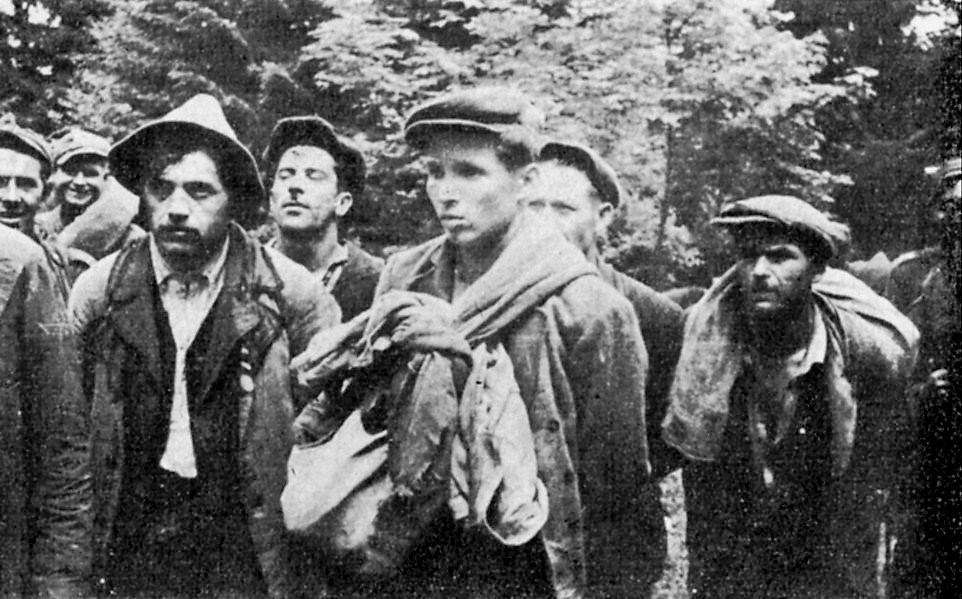
Des membres du groupe « Bira » capturés par des soldats de l'armée polonaise dans la région de Zatwarnica, en 1946.

## Lutte contre l'Allemagne nazie

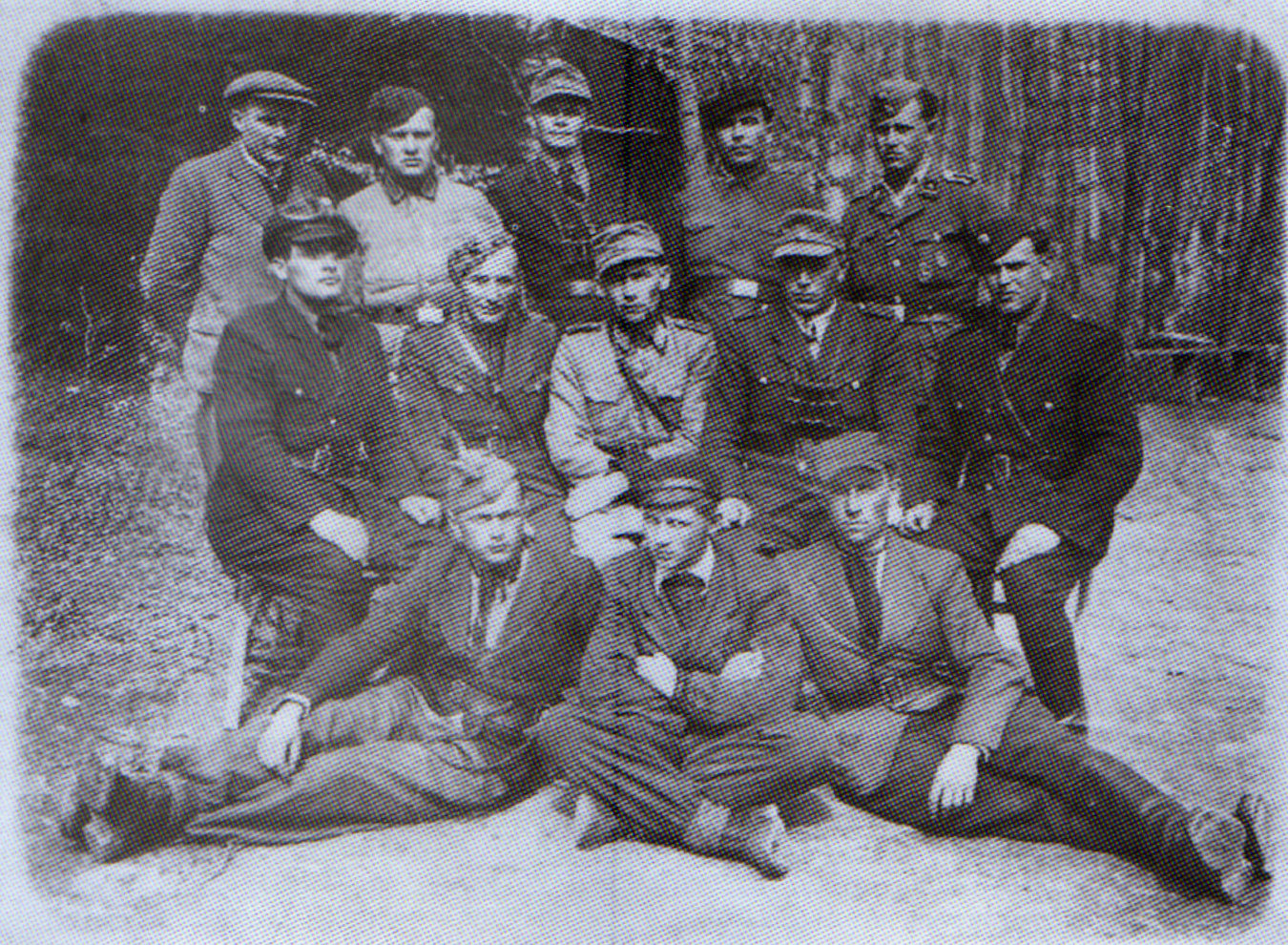
Volodymyr Vyatrovych, Roman Hrytskiv, Ihor Derevyany, Ruslan Zabily, Andriy Sova et Petro Solod, Quartier général du district militaire -3 « Lysonya » (VO-3) de l'UPA.

Une estimation allemande indiqua que l'UPA alignait jusqu'à 100 000 soldats (d'autres estimations donnent des chiffres variant de 20 000  à   200 000 hommes). Ses hommes ont mené des raids sur des centaines de postes de police allemands et des convois militaires. Vers la fin de 1943 et au début de 1944, l'UPA contrôlait la majeure partie du territoire de Volhynie, en dehors des grandes villes, et a pu organiser les services de base pour les villageois comme les écoles, les hôpitaux et l'impression des journaux. Dans la région de Jytomyr, libérée des nazis par l'Armée rouge en novembre 1943 - janvier 1944 (un fort groupe de partisans soviétiques s'y installa en février et mars 1943), le général allemand - Kommissar Leyser estima que les combattants de l'UPA contrôlaient plus de 80 % des forêts et 60 % des terres agricoles.

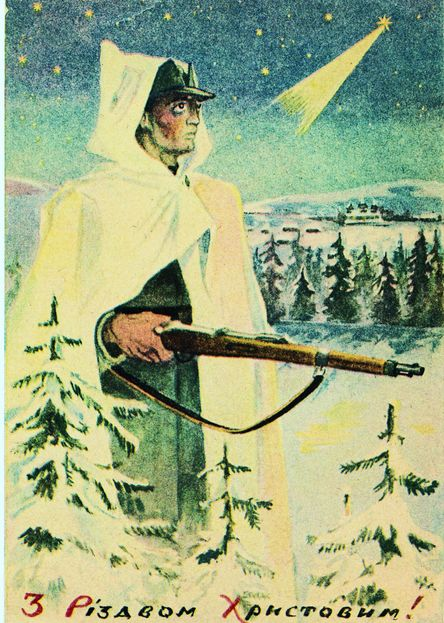
Carte de Noël réalisée et distribuée par l'Armée insurrectionnelle ukrainienne (з різдвом христовим = Joyeux Noël).

En juin 1943, les troupes de SS allemands et les forces de police, sous le commandement du général Erich von dem Bach-Zelewski, considéré comme un expert dans la lutte contre la guérilla, tentèrent de détruire l'UPA du Nord dans la région de Volhynie lors de l'opération « BB » (Bandenbekämpfung). Ce général avait été choisi spécialement par Heinrich Himmler afin de détruire l'UPA lors de cette opération. Au cours de l'opération « BB », Bach-Zelewski avait sous ses ordres 10 bataillons motorisés de troupes SS, 10 000 hommes des forces de police polonaise et allemande, 2 régiments de l'armée hongroise, et trois Bataillons de Cosaques levés parmi les prisonniers de guerre soviétiques. Au mois d'août, cette opération s'est révélée être un échec militaire. Au cours de cette lutte, les 19 et 20 août, les unités militaires de l'UPA ont capturé le centre de Kamin Koshyrsky, battant plusieurs bataillons allemands et saisissant de grandes quantités d'armes et de munitions. Erich von dem Bach-Zelewski a été relevé de son commandement et remplacé par le général Prutzmann. En fin de compte les forces allemandes ont échoué à détruire l'UPA et à rétablir un contrôle sur les campagnes de Volhynie.
Les Carpates ont vu certains des plus lourds combats entre l'UPA et les forces allemandes à la fin de 1943 et au début de 1944, alors que l'UPA essayait de  maintenir tant bien que mal le contrôle de plusieurs cols dans les montagnes. En novembre 1943, les bataillons Forêt Noire et Makivka de l'UPA défirent 12 bataillons allemands soutenus par l'armée de l'air allemande, dans une bataille pour le contrôle du territoire tenu par l'UPA.
En mai 1944, l'OUN envoya une instruction pour « basculer complètement d'une lutte, menée contre les Allemands, vers une lutte totale contre l'Union des républiques socialistes soviétiques ».
En mai et juillet 1944, deux autres tentatives faites par les Allemands pour la capture de cols de montagne des Carpates ont été repoussées. Le 26 juillet 1944, près du village de Nedilna, l'UPA défit une autre division allemande, et captura la totalité de son approvisionnement en colonne, dont de nombreux officiers et soldats.
Dans un compte-rendu des autorités américaines en 1948, un comité d'anciens commandants allemands du front de l'Est a affirmé que « le mouvement nationaliste ukrainien formait le plus fort mouvement de résistance en activité à l'Est, à l'exception de la Russie communiste ».

## Lutte contre l'Union soviétique
La lutte de l'UPA contre les forces soviétiques commença quand elle fut confrontée aux partisans soviétiques, fin 1942 et début 1943. Au début de 1943, le chef des partisans communistes, Sydir Kovpak, s'établit en Ukraine. Au cours de l'été 1943, grâce aux armes livrées sur des aérodromes secrets, elle lance un raid de plusieurs milliers d'hommes — dont un tiers seulement d'Ukrainiens — dans les Carpates. Mais les attaques lancées par les forces terrestres et aériennes allemandes forcent Kovpak à diviser ses forces en unités plus petites ; celles-ci sont pour la plupart détruites par l'UPA dans les Carpates. En 1944, l'agent de renseignement soviétique Nikolaï Kouznetsov est capturé et exécuté par l'UPA, après être entré, sans le vouloir, dans leur camp en uniforme d'officier de la Wehrmacht.

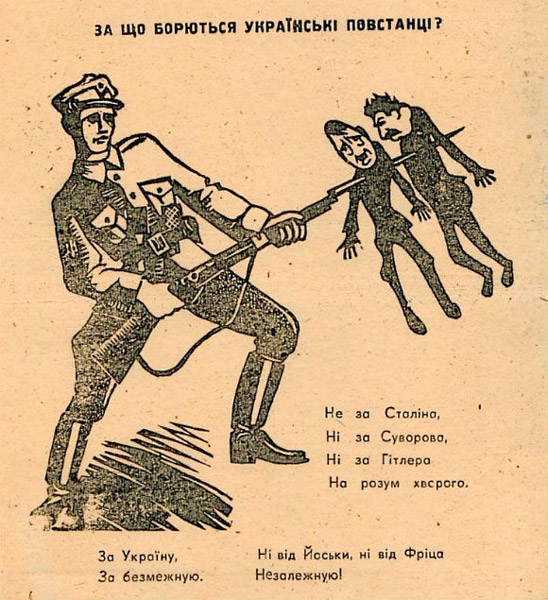
Brochure de promotion de l'UPA. En за що борються українські повстанці? не за сталіна, ні за суворова, ні за гітлера, на розум хвсрого. (« Pourquoi les insurgés ukrainiens se battent-ils ? pas pour Staline, ni pour Souvorov, ni pour Hitler. Pour l'Ukraine, ni d'Iska ni de Fritz, pour toujours, indépendante ! ».

La lutte entre l'UPA et les forces militaires soviétiques commence réellement lorsque les unités de l'Armée rouge, qui progressent dans l'ouest de l'Ukraine, pénétrent sur le territoire contrôlé par la résistance. L'UPA s’efforce d'éviter les affrontements directs avec les unités régulières de l'armée soviétique, parce qu'elles sont pour beaucoup composées d'Ukrainiens, considérés comme des recrues potentielles pour l'UPA. Elle concentre en revanche ses attaques contre les unités du NKVD soviétique et contre des fonctionnaires de tous niveaux, depuis l'officier supérieur du NKVD et de l'Armée rouge jusqu'à l'enseignant et au simple employé de la poste, considérés comme des agents du pouvoir soviétique en Ukraine. L'UPA perturbe également les efforts du pouvoir pour collectiviser les terres agricoles. En mars 1944, les insurgés de l'UPA blessent mortellement Nikolaï Vatoutine, le commandant de la bataille de Koursk, qui avait participé à la libération de Kiev. Plusieurs semaines après, un bataillon NKVD est annihilé par l'UPA près de Rivne. C'est le prélude à une lutte à grande échelle qui a lieu durant l'été 1944 et oppose 30 000 soldats soviétiques à l'UPA en Volhynie. Elle se solde par de lourdes pertes des deux côtés. À la fin de l'été 1945, de nombreux bataillons de taille importante de l'UPA continuaient à contrôler et administrer de vastes régions dans l'ouest de l'Ukraine.
En novembre 1944, Khrouchtchev lance la première des nombreuses grandes attaques soviétiques contre l'UPA, dans toute l'Ukraine occidentale, avec la participation d'au moins vingt divisions de combat du NKVD, appuyées par de l'artillerie et des unités blindées. Ils bloquent les routes et les villages et brûlent une partie des forêts environnantes. Des recherches dans les archives du NKVD en Ukraine, accessibles depuis les années 1990, montrent que des unités du NKVD étaient déguisées en soldats de l'UPA et commirent des atrocités dans le but de démoraliser la population civile. Les régions contrôlées par l'UPA sont ainsi dépeuplées. On estime que de 182 543  à   500 000 Ukrainiens furent déportés au Goulag entre 1944 et 1952. En mai 1946, 118 825 membres de l'UPA sont tués et 250 676, peut-être plus, capturés. Ces chiffres respectifs doubleront jusqu'en 1952. Bien que les Soviétiques n'aient pas réussi à détruire l'UPA, celle-ci a subi de lourdes pertes et est forcée de se scinder en petites unités composées de 100 hommes (sotnias). Un grand nombre de ses membres sont démobilisés et rentrent chez eux. Pour cette raison, en 1946, l'UPA est réduite à un groupe de base de 5 à 10 000 combattants, et les activités importantes de l'UPA se déroulent désormais à proximité de la frontière soviéto-polonaise. En 1947, elle y aurait tué le vice-ministre de la Défense communiste polonais, le général Karol Świerczewski.

Croix d'or du mérite au combat de l'armée insurrectionnelle ukrainienne.

Durant la dernière phase de sa lutte, l'UPA reçoit l'aide de la CIA et du renseignement britannique, bien que l'opération ait été dénoncée par Kim Philby. C'est seulement en 1947-1948 que la résistance de l'UPA est suffisamment brisée pour permettre la mise en œuvre, par les Soviétiques, de la collectivisation à grande échelle dans l'ouest de l'Ukraine. Des raids sporadiques de l'UPA se poursuivent jusqu'au milieu des années 1950, après la mort du général Roman Choukhevytch, qui est tué dans une embuscade près de Lviv, en mars 1950.
Le dernier commandant de l'UPA, Vassyl Kouk, est capturé en 1954, condamné à mort et emprisonné pendant des années avant d'être libéré.

## Sources